# Chiesa Madre del Santissimo Salvatore
La Chiesa Madre del Santissimo Salvatore è un luogo di culto cattolico della città di Margherita di Savoia, dedicata al Santissimo Salvatore, patrono della città, nella provincia di Barletta-Andria-Trani. La festa patronale si svolge nei primi di agosto ed è un appuntamento che riunisce numerosi turisti. Tradizionale è il corteo storico con lo sbarco del Santissimo Salvatore direttamente a mare.

## Storia
La chiesa viene costruita tra il 1859 ed il 1871 su quella precedente del 1794, una vecchia cappella voluta dal re Ferdinando I delle Due Sicilie ma in un avanzato stato di decadimento che ne impediva la ristrutturazione e l'ampliamento, e viene dedicata al Santissimo Salvatore, patrono della città, raffigurato su una tela della fine del XVI secolo all'interno dell'edificio. Ci sono inoltre alte tele e statue risalenti alla fine del XIX e della prima metà del XX secolo, mentre un elemento prezioso è la campana maggiore del 1595 proveniente dalla Pontificia fonderia di campane Marinelli di Agnone. Essa si trovava già nella prima cappella Salinarum.
L'edificio ha subito un restauro nel 1974, dopo essere stato riconosciuto come santuario diocesano dal 1964.

## Descrizione

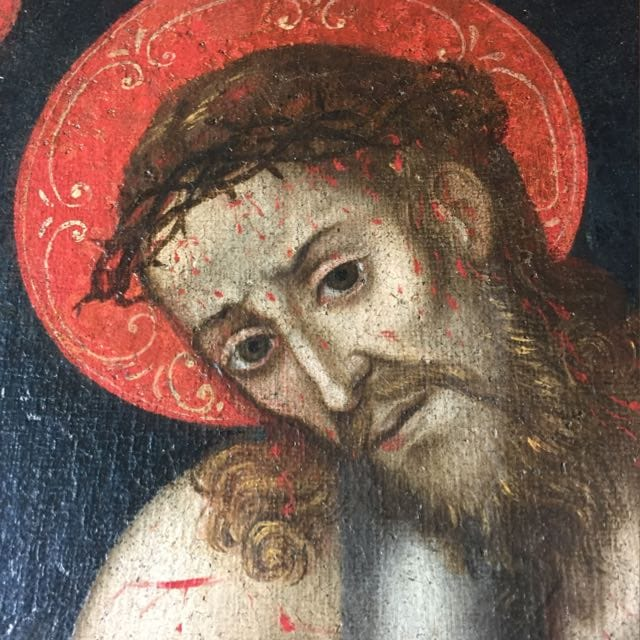
Particolare del volto del Santissimo Salvatore

La facciata della chiesa, situata a poca distanza dal Torrione e dal Museo delle Saline, è tripartita da lesene e presenta la parte centrale più alta chiusa a timpano; nell'ordine inferiore si aprono tre portali sovrastati da architrave. L'interno è suddiviso in te navate da una doppia fila di colonne che sorreggono archi a tutto sesto, al di sopra dei quali corre un cornicione aggettante su mensole, che percorre anche l'andamento dell'unica abside. Sull'altare maggiore è ubicata la tela cinquecentesca raffigurante il Santissimo Salvatore alla colonna.
Nella sagrestia sono presenti numerose tele di scuola napoletana della seconda metà del XIX secolo, mentre all'interno della chiesa si possono osservare affreschi di Raffaele Buccini, risalenti al 1930: Trionfo di Cristo Re, nel catino absidale, Pietro incontra Gesù sulla Via Appia e Paolo atterrato dal Signore sulla via di Damasco, nei laterali absidali.

## Archivi

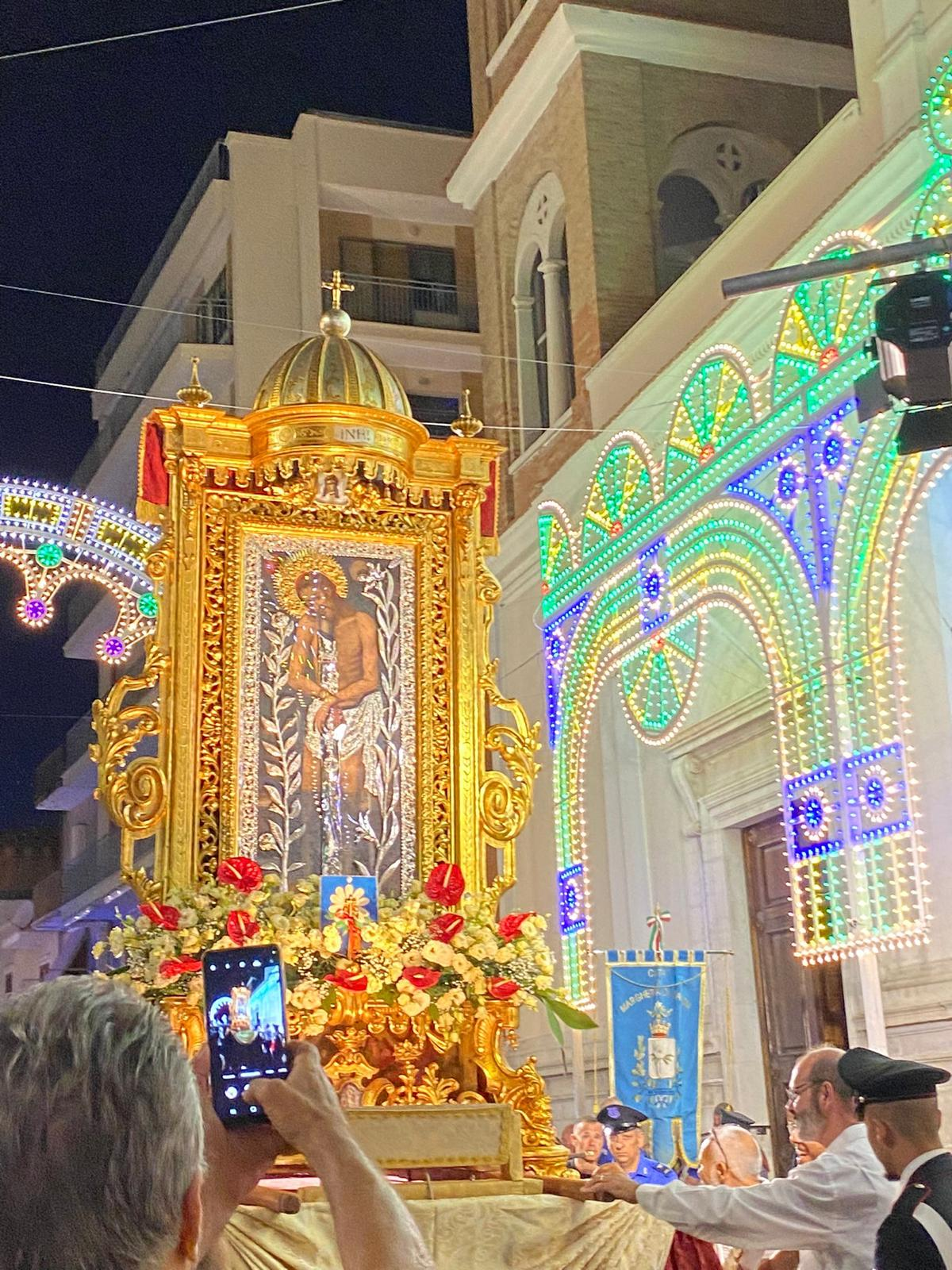
Immagine del Santissimo Salvatore in processione

All'interno della chiesa, sono conservati negli archivi registri dal valore storico riguardanti le nascite, i matrimoni e le morti di Margherita di Savoia, come il Liber I Renatorum, in cui si trovano trascritti tutti i nascituri dal 1756 al 1774. Si trovano anche il Liber V Matrimoniorum ed il Liber XI Baptizatorum con i battezzati dei primi anni del XX secolo, oltre a numerosi libri in cui è possibile scorgere i francobolli risalenti all'epoca di Casa Savoia. Sono inoltre conservati i timbri del periodo in cui il paese chiamava ancora Reali Saline di Barletta, insieme ad altri documenti che vanno dall'età napoleonica al secondo dopo guerra.